# فكيرينة
فكيرينة بلدة وبلدية تابعة لدائرة فكيرينة في ولاية أم البواقي بالجزائر.